# Dinh III

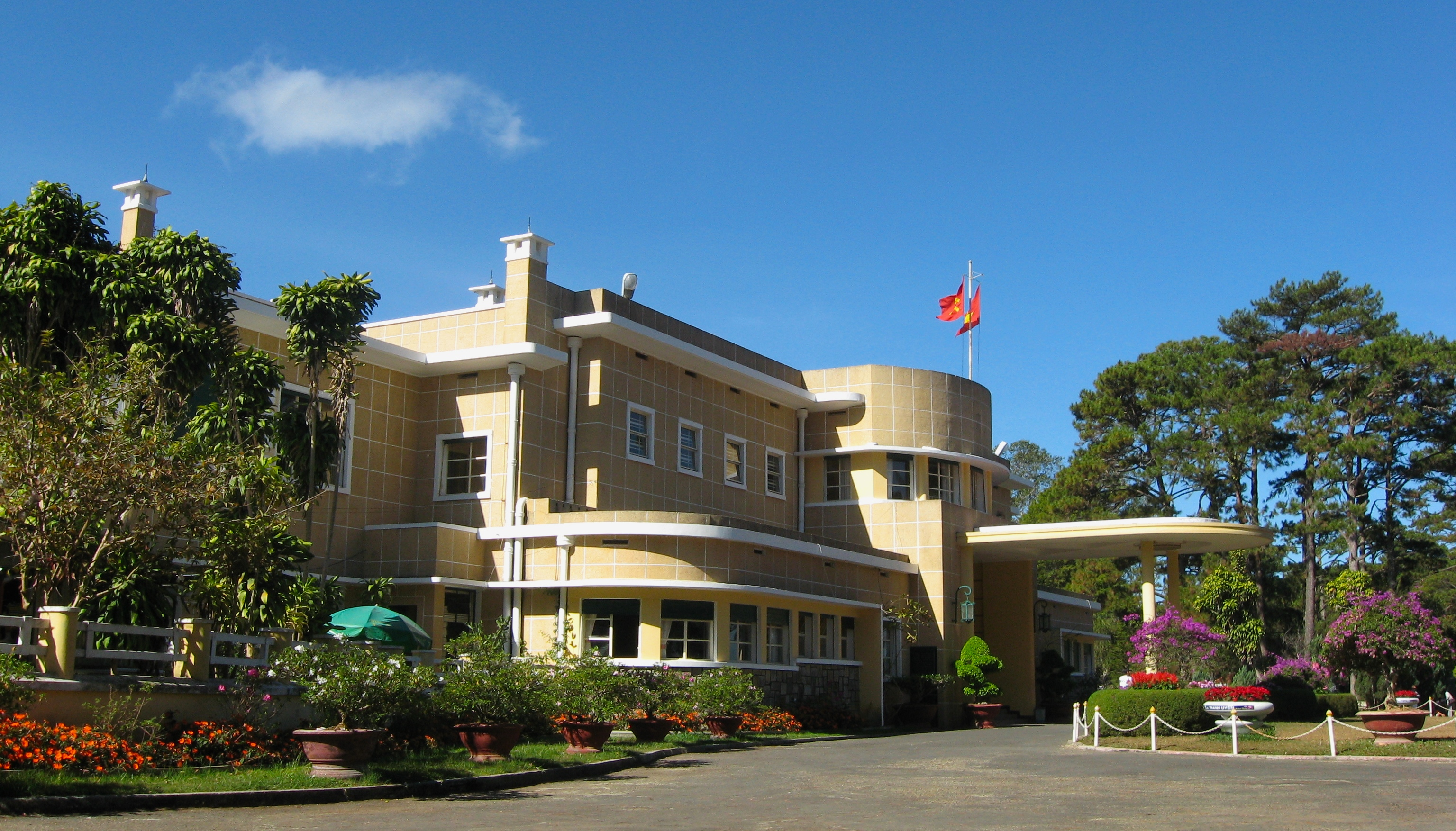
Dinh III

Dinh III, còn gọi là Dinh Bảo Đại, được xây trong khoảng từ năm 1933 đến 1938 là nơi gia đình vua Bảo Đại sinh sống và làm việc ở thành phố Đà Lạt. Dinh III do hai kiến trúc sư người Pháp tên là Paul Veysseyre và Arthur Kruze thiết kế.

## Miêu tả

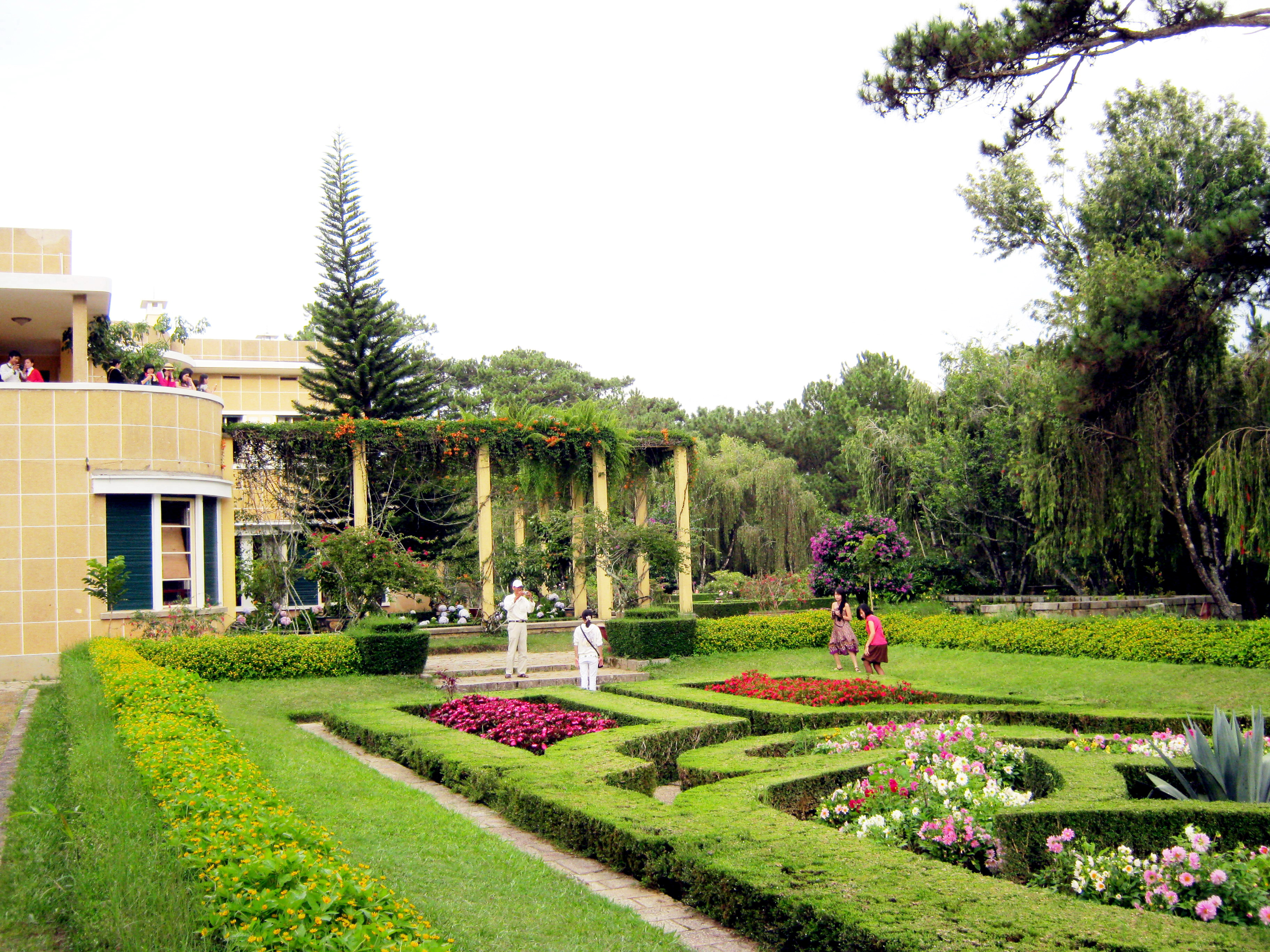
Vườn hoa trong khuôn viên

Dinh III nằm giữa rừng Ái Ân, trên đỉnh đồi mà trong dự án chỉnh trang Đà Lạt của Ernest Hébrard dành cho dinh toàn quyền. 
Toàn thể công trình chịu nặng phong cách kiến trúc châu Âu, điển hình là trước biệt điện và sau biệt điện đều có vườn hoa.
Tương tự như dinh II, dinh III là một công trình kiến trúc đồ sộ với mái bằng và các hình khối cân đối nhưng không đăng đối một cách cứng nhắc. Biệt điện có 2 tầng:
- Tầng trệt: dùng làm nơi hội họp, yến tiệc, tiếp khách ngoại quốc và quan chức chính phủ Hoàng triều cương thổ. Cửa chính diện rộng vừa phải (khoảng 4m), có sảnh trước khi vào tầng trệt là phòng tiếp tân và các phòng làm việc: bên phải là văn phòng của vua Bảo Đại, thư viện; bên trái là phòng họp và các phòng làm việc khác; phía trong là phòng giải trí. Điều đáng chú ý là việc thiết kế các phòng làm việc của dinh được gắn với các tiểu cảnh kiến trúc không gian phía trong và ngoài thông với nhau qua các lối đi và cửa sổ kính bằng khung thép, tạo ra một khung cảnh hài hoà giữa kiến trúc và thiên nhiên. Tại phòng khánh tiết vẫn còn một kỷ vật là bức tranh đền Angkor Wat do hoàng thân Sihanouk (Campuchia) tặng cho Bảo Đại.
- Tầng lầu: toàn bộ tầng 2 của dinh được dùng cho sinh hoạt gia đình, gồm các phòng ngủ của Vua Bảo Đại, của hoàng hậu Nam Phương, của các công chúa và hoàng tử Bảo Long, các công chúa Phương Mai, Phương Liên, hoàng tử Bảo Thắng. Phía ngoài phòng ngủ của cựu hoàng là Lầu Vọng nguyệt khá đẹp dùng làm nơi cựu hoàng và hoàng hậu ngắm trăng. Do thái tử Bảo Long là người được chọn kế nghiệp ngai vàng (từ năm 1939) nên trong phòng trang hoàng toàn màu vàng.

Vua Bảo Đại có một bà vợ chính thức là hoàng hậu Nam Phương (tên thật là Nguyễn Hữu Thị Lan), con nhà hào phú Nguyễn Hữu Hào). Từ năm 1949, khi hoàng hậu Nam Phương đưa các con sang sống, học tập bên Pháp thì Bảo Đại chung sống với 3 thứ phi là Bùi Mộng Điệp, Phi ánh và bà Jenny Woong (người Hương Cảng).
Sau khi Bảo Đại qua Pháp sống lưu vong, dinh là nơi nghỉ mát cao cấp của chính phủ Ngô Đình Diệm và sau này là Dinh của Nguyễn Văn Thiệu. Sau khi Chiến tranh Việt Nam kết thúc, trong nhiều năm, dinh thuộc Ban tài chính quản trị tỉnh uỷ Lâm Đồng và mới được giao về cho Công ty du lịch dịch vụ Xuân Hương quản lý từ giữa năm 2000.

## Giá trị
Ngoài giá trị Dinh là một trong những kiến trúc châu Âu đặc sắc, Dinh còn chứa đựng nhiều cổ vật cung đình Huế mà còn chứa đựng hầm rượu chìm dưới đất. Ngoài ra, Dinh còn chứa những sản vật mà Bảo Đại săn bắt được như: 3 bộ da cọp, ngà voi.
Dinh còn là điểm tham quan hấp dẫn trong số 2 Dinh còn lại.

## Hình ảnh

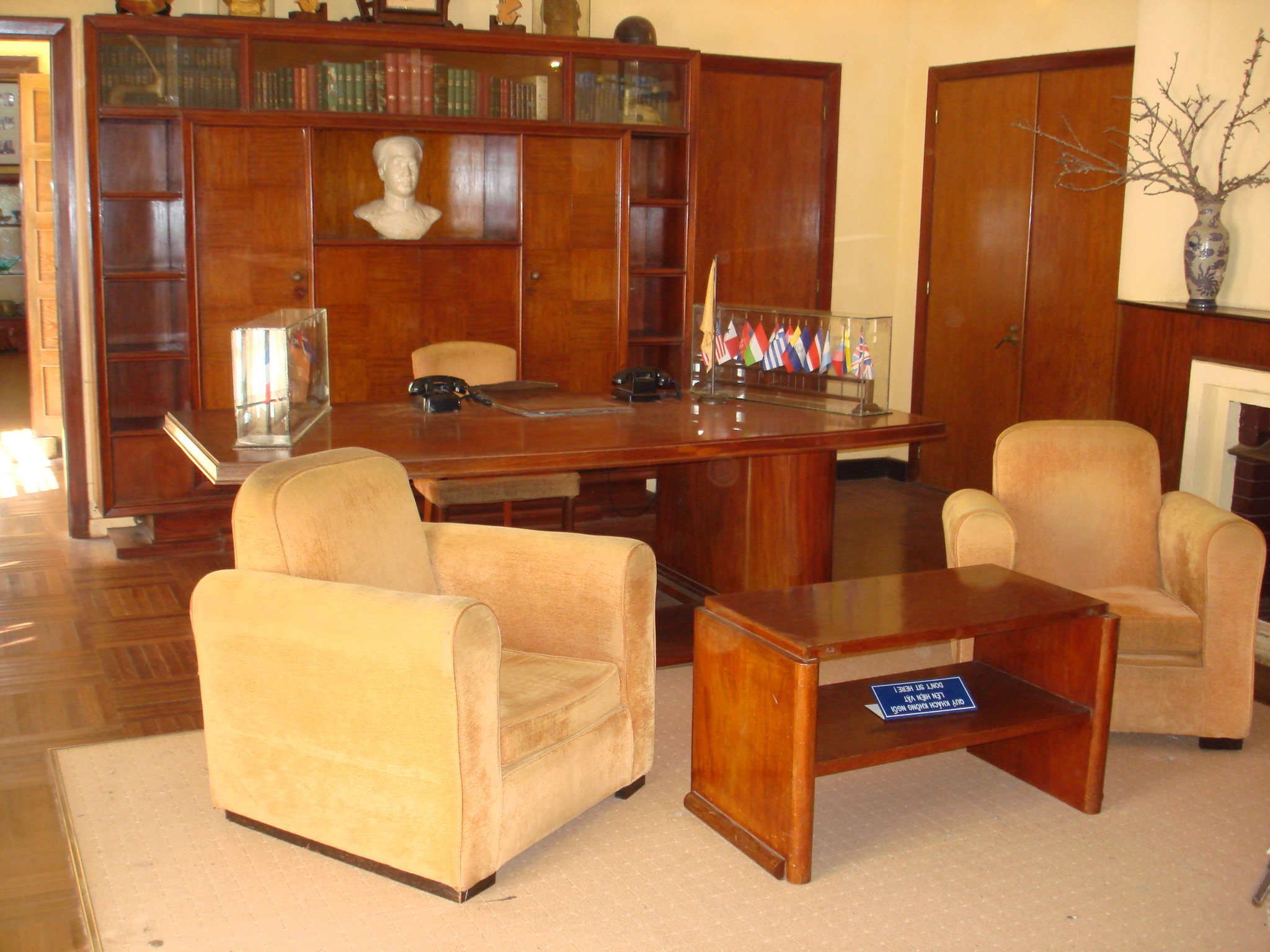
Phòng làm việc của vua Bảo Đại
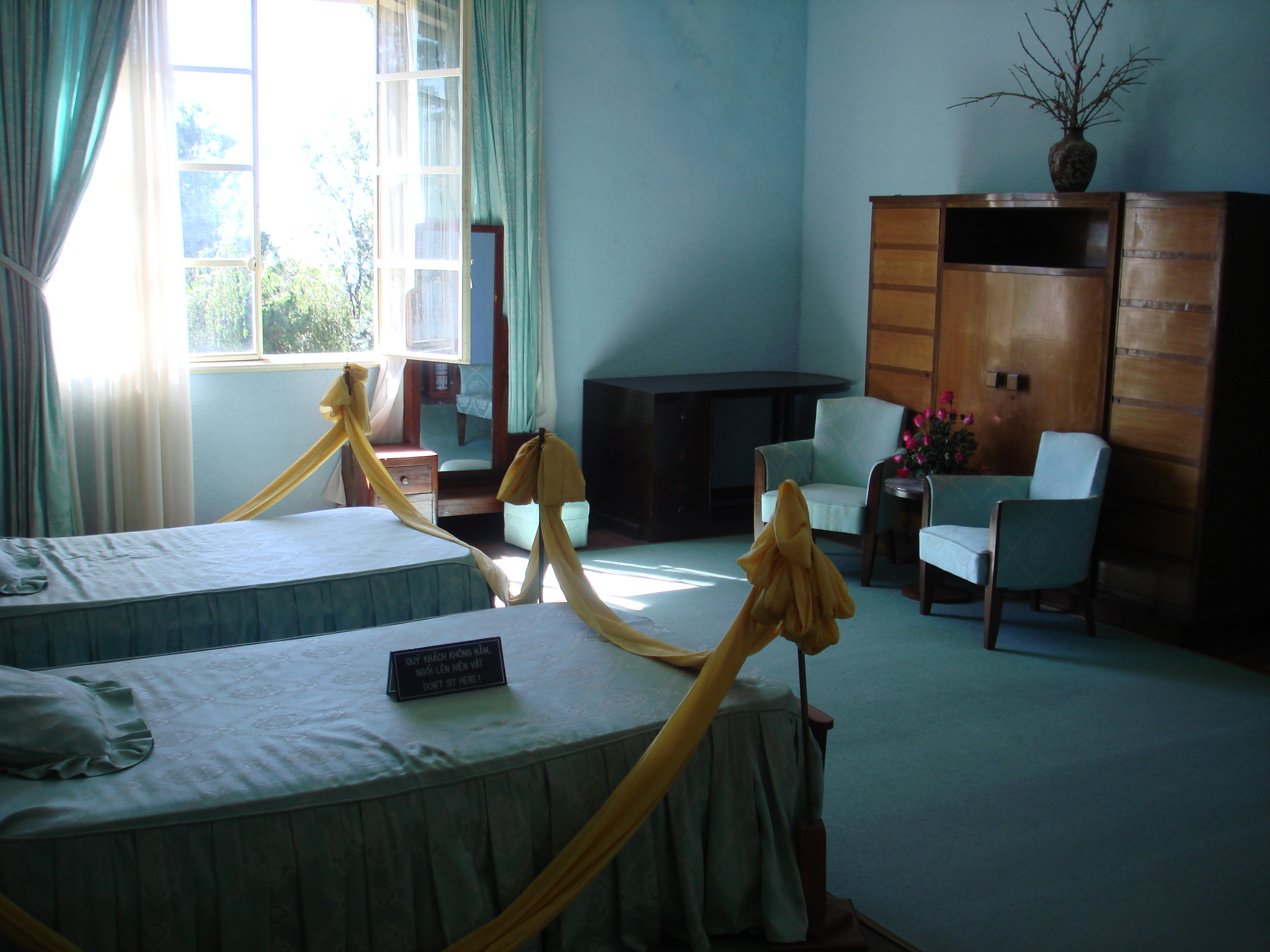
Phòng ngủ 2 công chúa Phương Mai và Phương Liên ở Dinh III
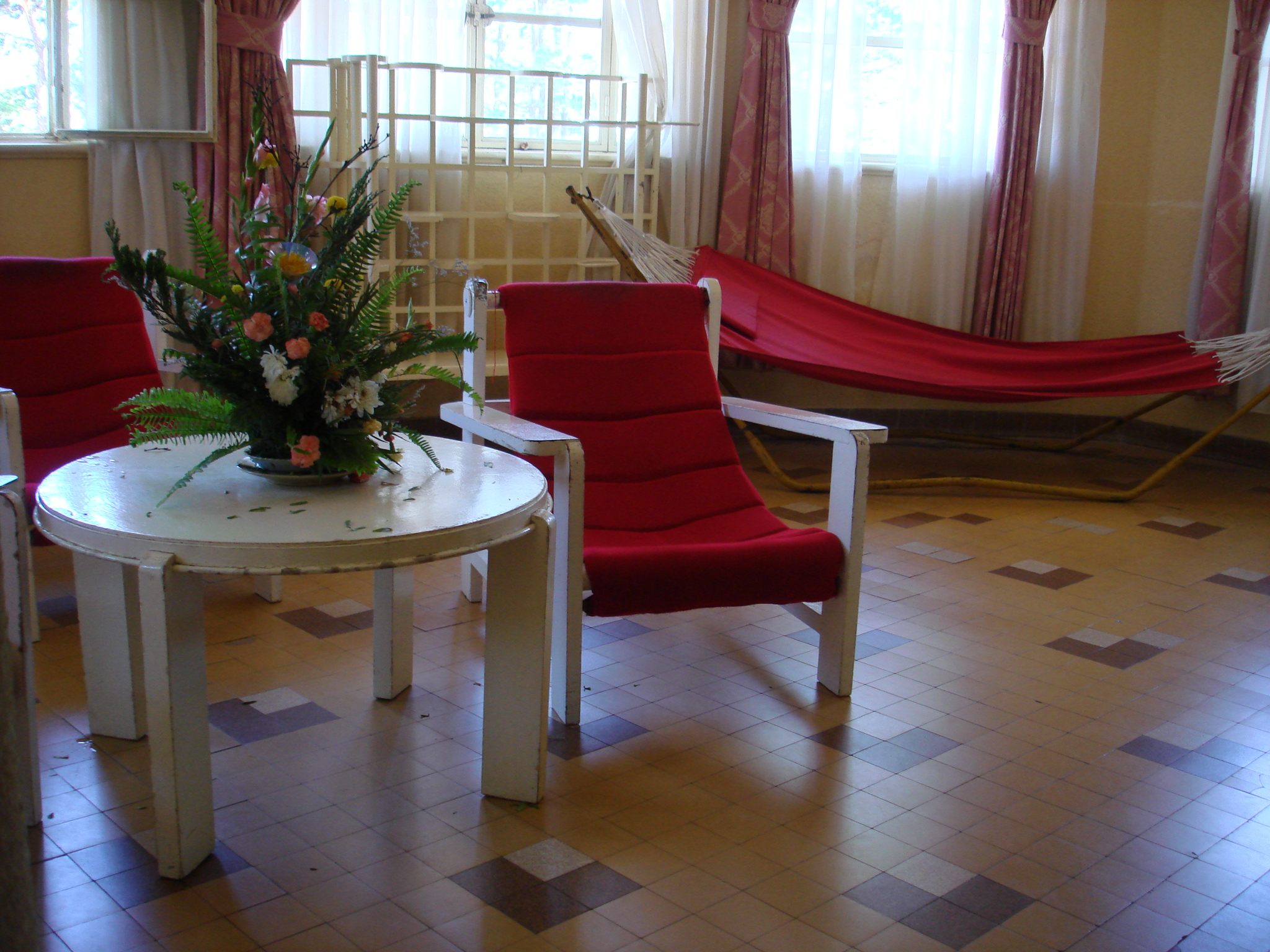
Phòng nghỉ ngơi của vua Bảo Đại tại Dinh III
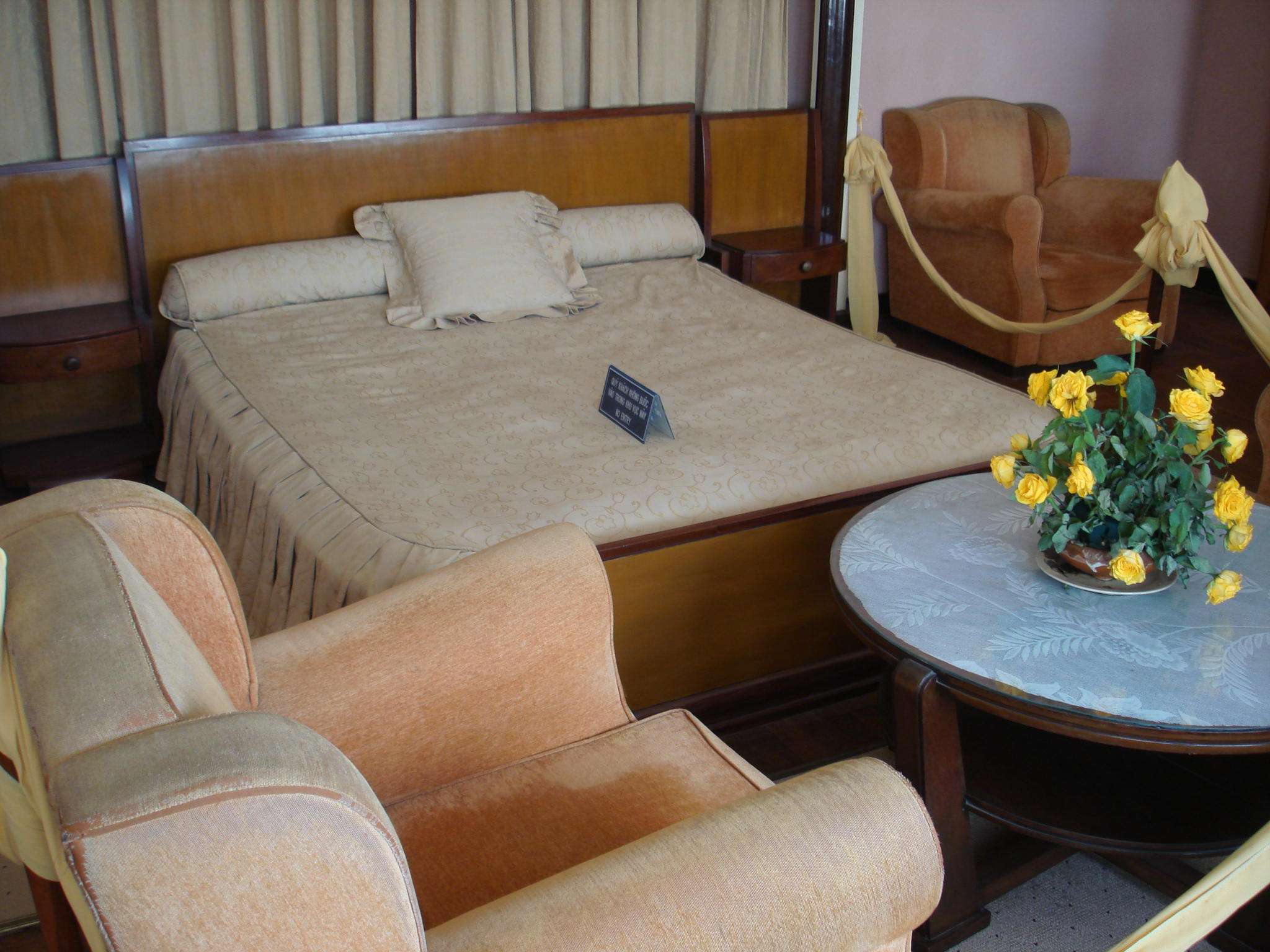
Phòng ngủ vua Bảo Đại
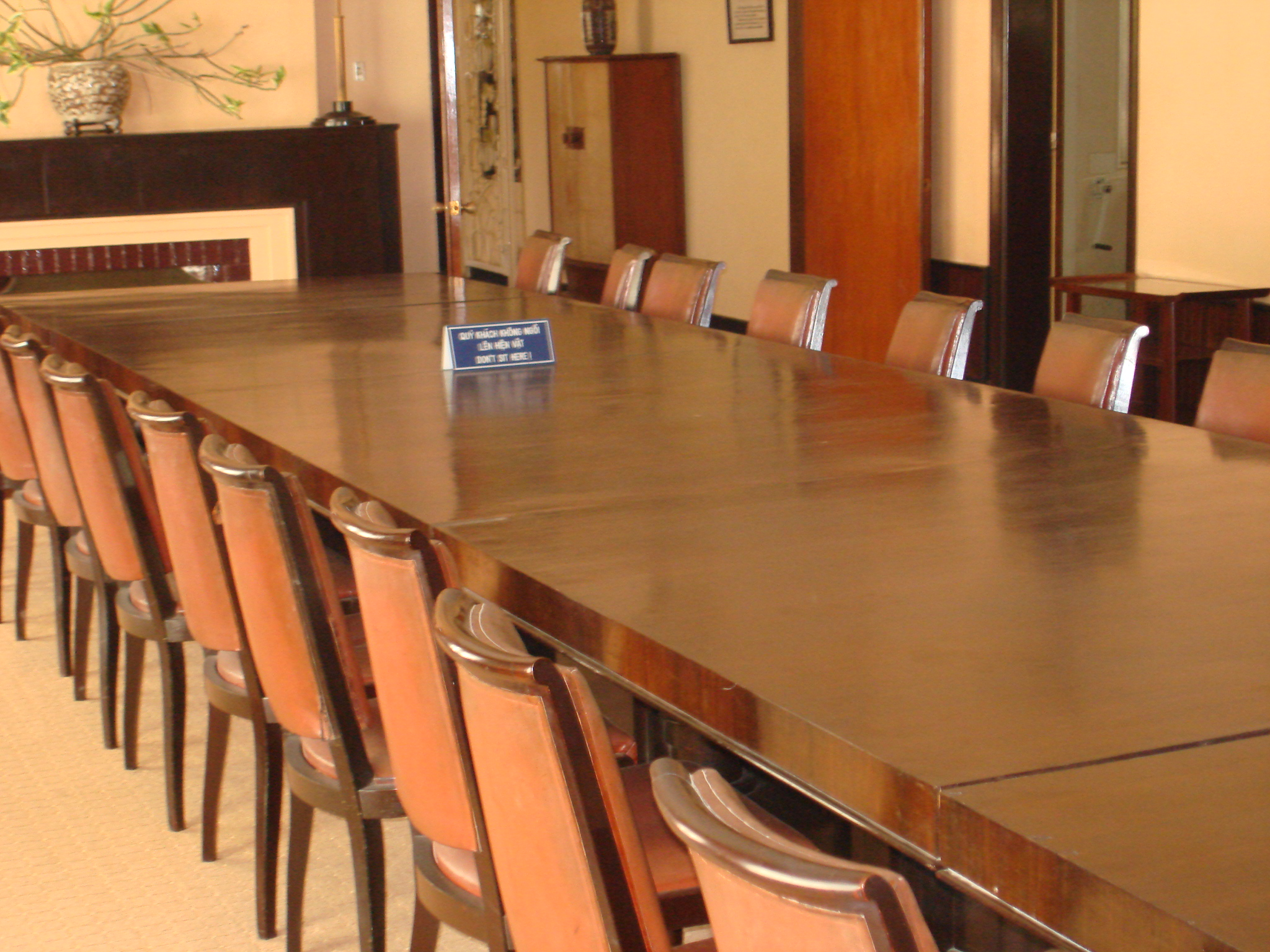
Bàn tiếp khách vua Bảo Đại tại Dinh III
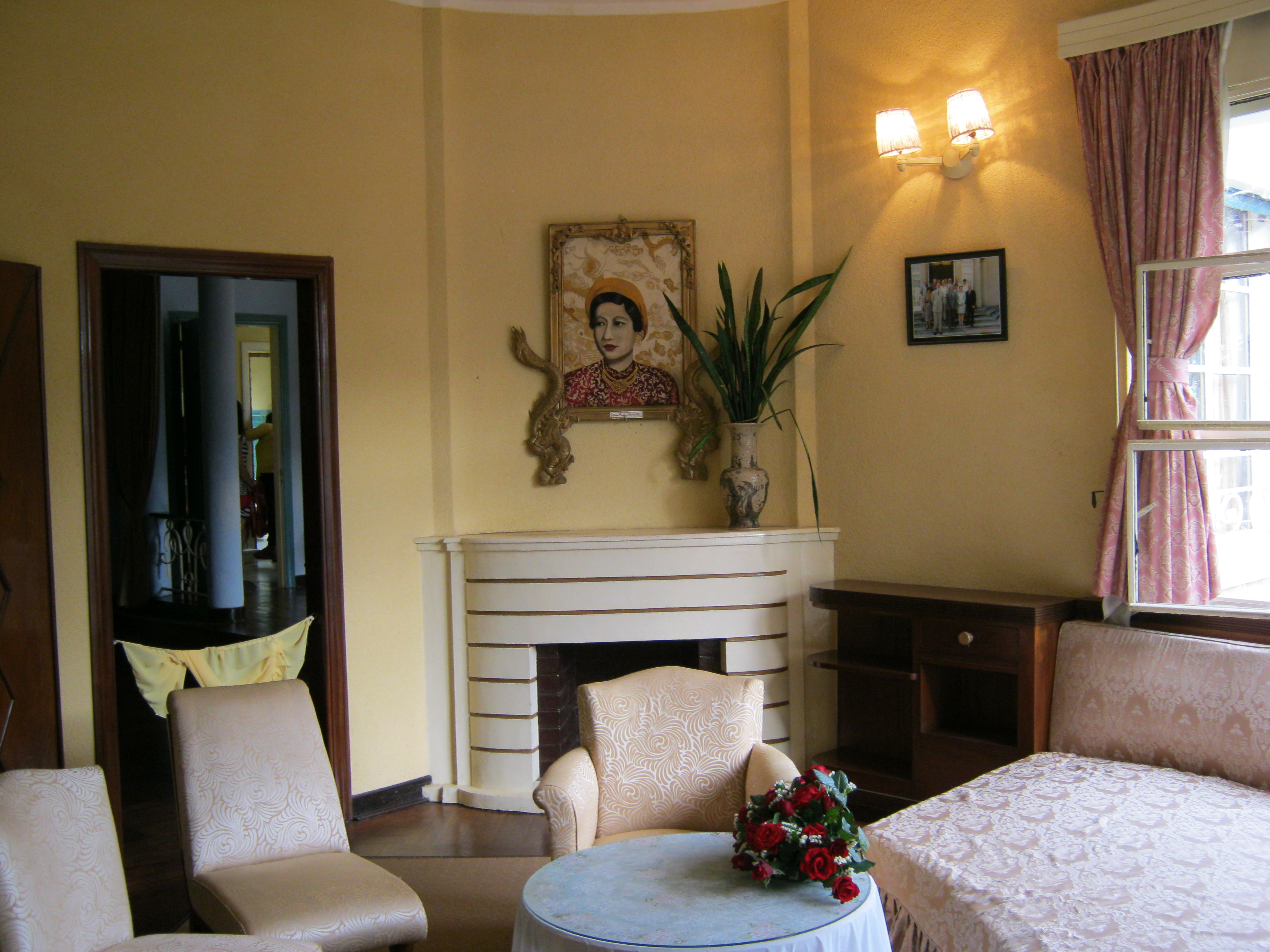
Phòng riêng của Hoàng hậu Nam Phương
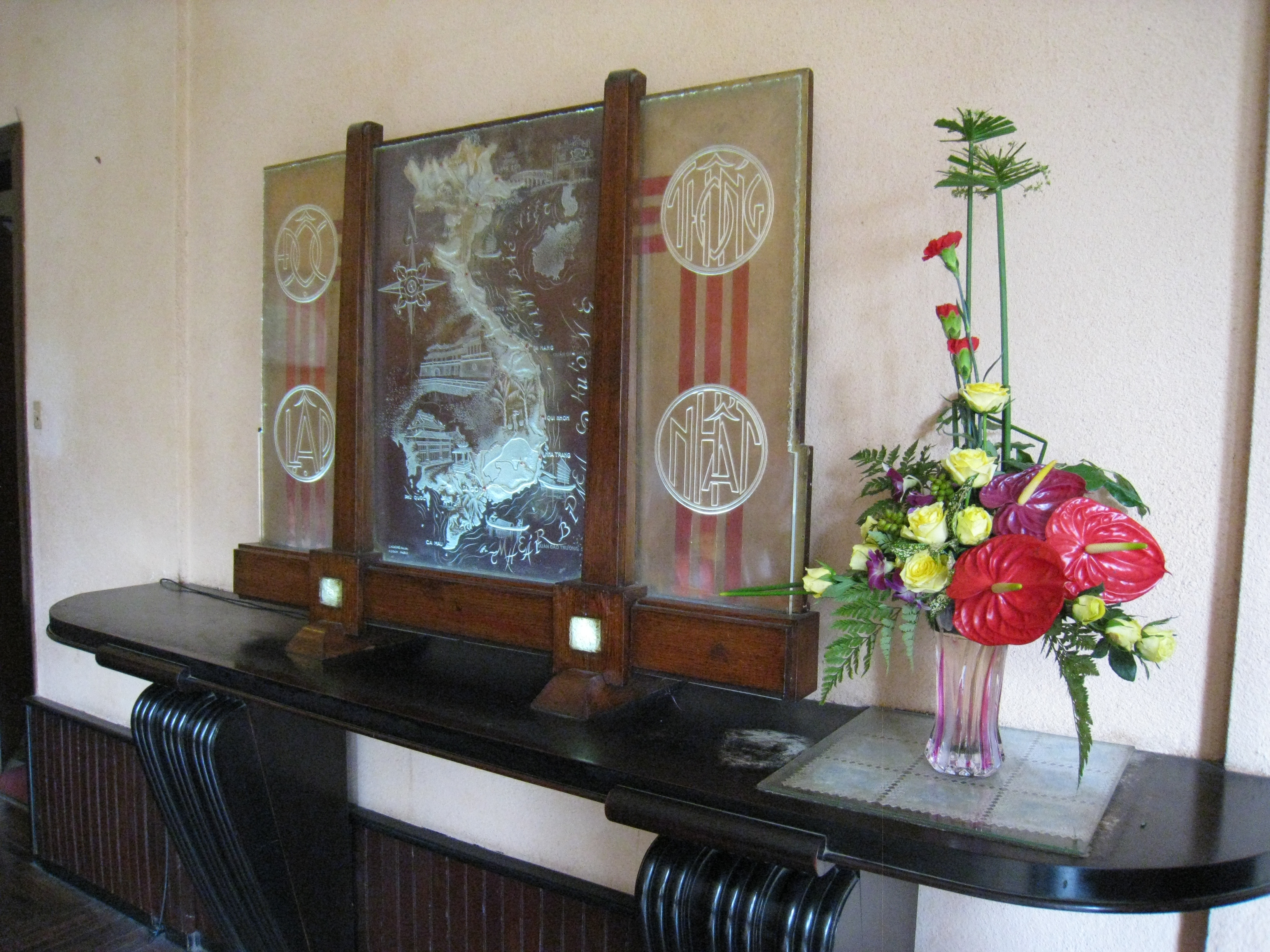
Bức trướng Độc lập - Thống nhất